# Tiergarten Bernburg
Koordinaten: 51° 47′ 39″ N, 11° 43′ 41″ O
Der Tiergarten Bernburg ist der Zoo der Stadt Bernburg (Saale) in Sachsen-Anhalt.

## Geografische Lage
Er liegt als Teil des Naherholungsgebietes Krumbholz im Naturpark Unteres Saaletal zwischen Saale und Bundesstraße 185. Der Tiergarten umfasst eine Fläche von 8,5 ha und zeigt über 1130 Individuen in rund 135 Arten und Rassen. Der nach dem Zoo benannte Haltepunkt der Parkeisenbahn Bernburg befindet sich gegenüber dem Eingang auf der anderen Seite der B 185.

## Geschichte

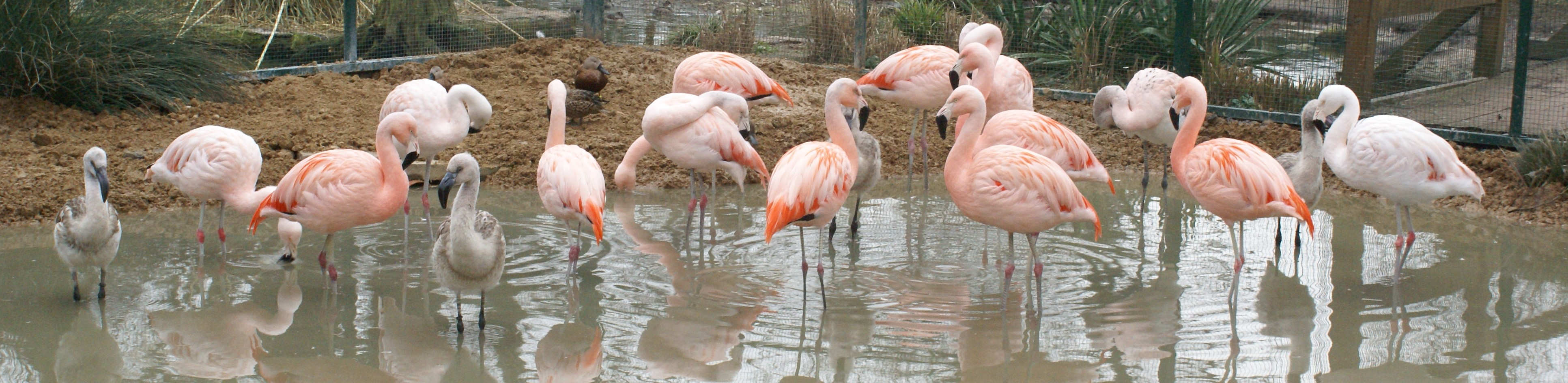
Kolonie Chilenischer Flamingos im Tiergarten Bernburg

Die Anfänge des Bernburger Tiergartens gehen auf das Jahr 1909 zurück. Damals entstand an der Hofmauer des Waldwärterhauses im Krumbholz eine erste Voliere für Fasanen, die die Stadt Köthen geschenkt hatte. Zu dieser Zeit gab es bereits eine fünfzigjährige Braunbärenhaltung am Schloss Bernburg. Außerdem wurden in unmittelbarer Nähe des späteren Tiergartens auf der Röße schon Höckerschwäne und andere Wasservögel gepflegt.
Ab Mitte der 1930er Jahre kamen Pfauen, exotische Kleinvögel, Seehunde, Affen, Flamingos, Kronenkraniche und schließlich sogar Magellanpinguine hinzu. Nachdem nur wenige Tiere die Einschnitte des Zweiten Weltkrieges überdauert hatten, gab es ab Oktober 1945 einen hoffnungsvollen Neuanfang. In wildparkähnlichem Stil entstanden aus notgeschlagenem Fichtenholz eines Borkenkäferreviers erstmals auch Gehege für Huftiere. Ein Vogelhaus folgte kurz darauf. Am 13. Oktober 1951 schließlich wurde die Wiedereröffnung des erweiterten Tiergeheges unter dem Namen Tiergarten Bernburg gefeiert. Der Tierbestand wurde nach und nach umfangreicher. Sogar eine Hyäne und Tukane kamen nach Bernburg. Bis das Ministerium für Kultur im fernen Berlin ein Profil als Heimattiergarten und die damit verbundene, weitgehende Beschränkung auf einheimische bzw. vormals einheimische Tiere verordnete. 1972 ging der zuvor städtische Tiergarten in die Trägerschaft des Volkseigenen Betriebs (VEB) Naherholung, später VEB Naherholung Bernburg über. Die politische Wende brachte die Rückübertragung zur Stadt Bernburg.
Anfang Juni 2013 war der Tiergarten vom Hochwasser 2013 betroffen, das von Ende Mai bis Anfang Juni für Überschwemmungen und Evakuierungen in zahlreichen mitteleuropäischen Städten und Regionen gesorgt hatte. Der Betrieb sowie umgebende Straßen wurden vorübergehend gesperrt.

## Tiergarten heute

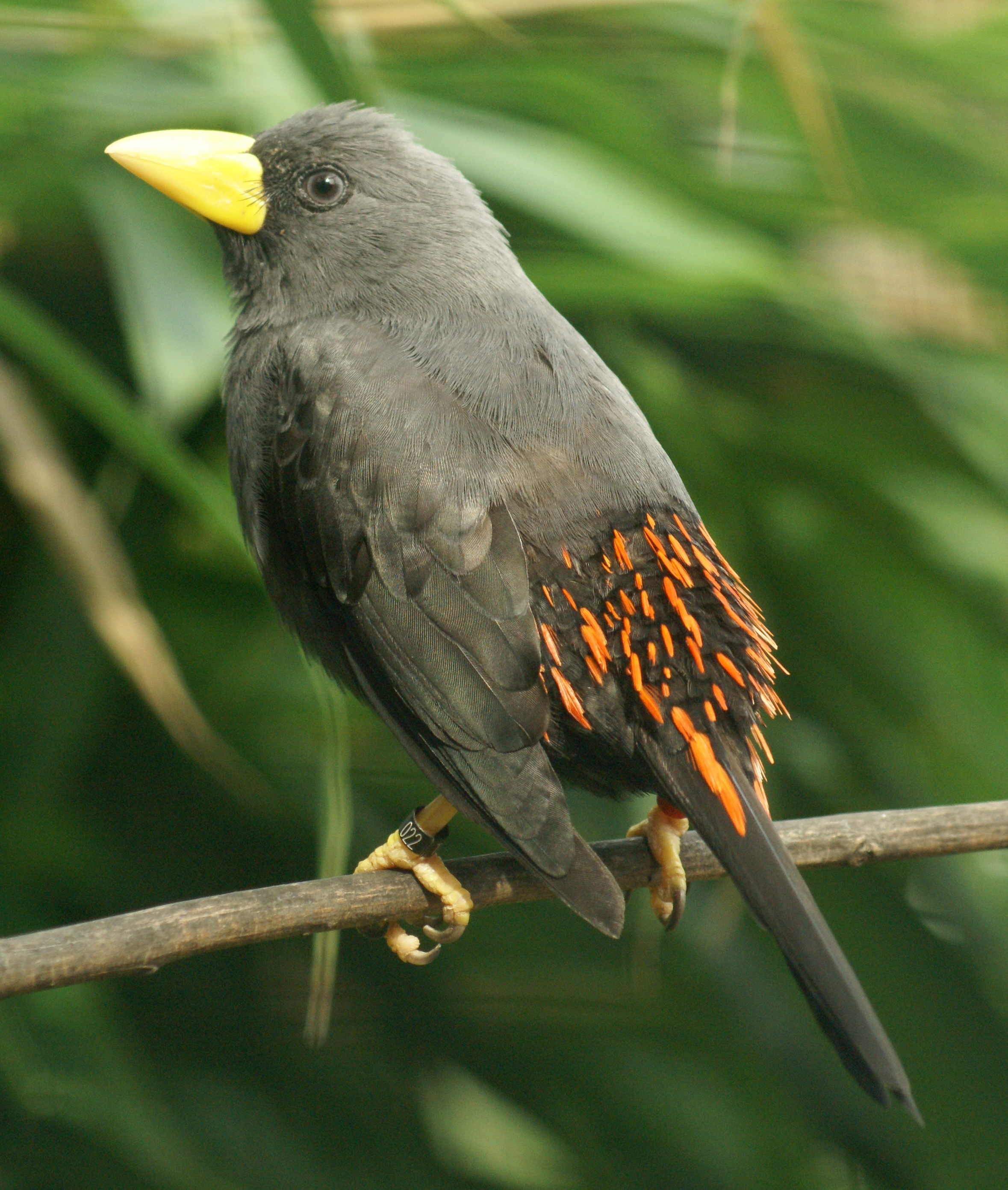
Schmalschnabelstar

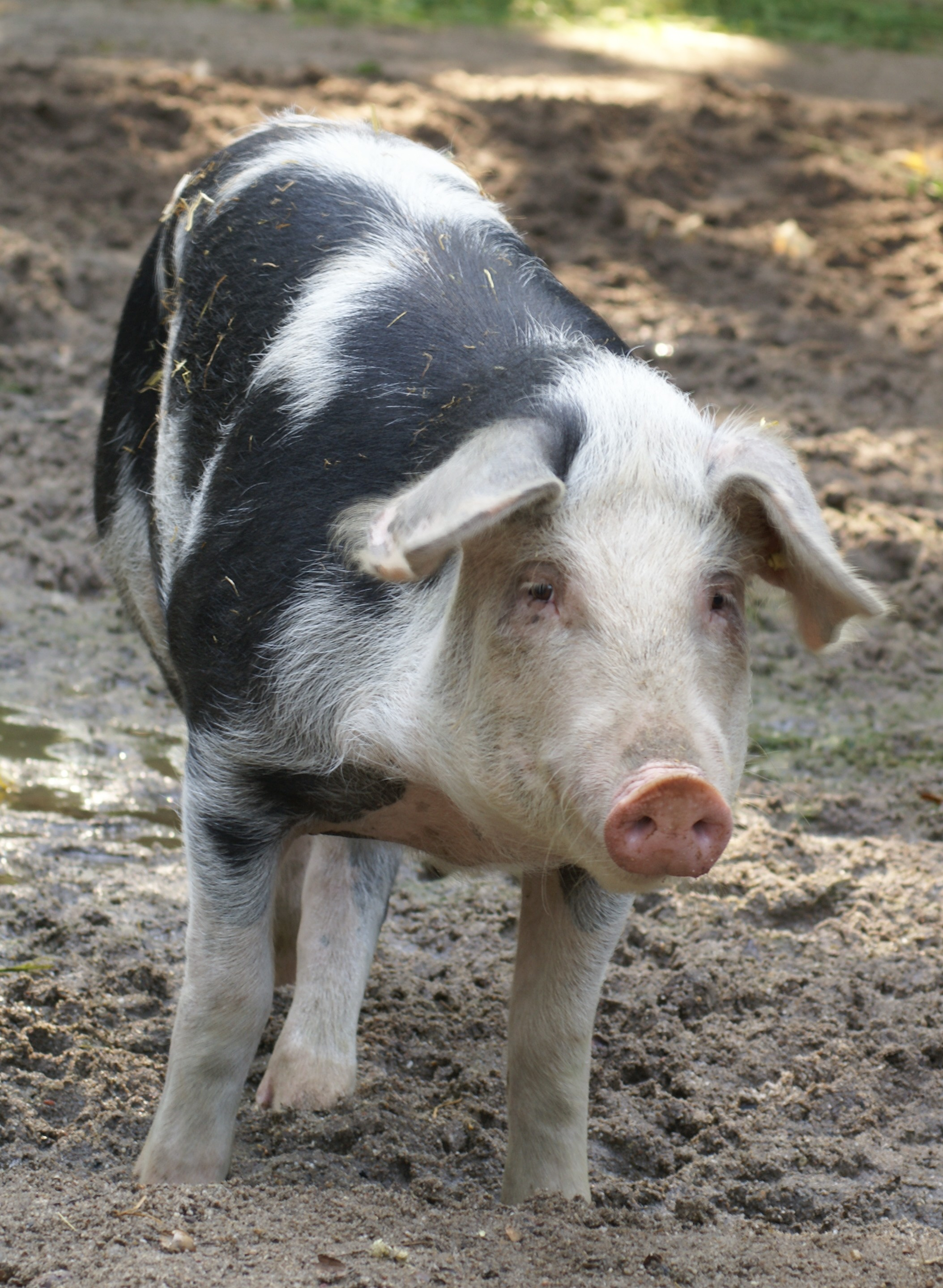
Buntes Bentheimer Schwein

Seit mehreren Jahren befindet sich der Tiergarten Bernburg in kontinuierlicher Umgestaltung. Ziel ist die Präsentation der Vielfalt der Tierwelt in großzügigen, naturnah gestalteten Anlagen. Besondere Aufmerksamkeit wird dabei der Erhaltungszucht bedrohter sowie selten in Zoos gezeigter Arten zuteil. Der Rundgang führt durch die Bereiche Afrika, Eurasien, Australien sowie Amerika und orientiert sich zunehmend am Prinzip des Geozoos. Dessen Stationen sind:
- Geparde, Streichelgehege mit Westafrikanischen Zwergziegen
- Afrikahaus mit Zwergmungos, Buschschliefern, Schlichtborstenhörnchen, Aquarien, Terrarien und einem für Besucher begehbaren Gehege für Kattas
- Grüne Meerkatzen
- Volieren für afrikanische Vögel wie Rotschnabeltoko, Gelbkehlfrankolin, Opalracke, Hildebrandtglanzstar und Flammenkopf-Bartvogel
- Volieren für asiatische Vögel wie Rotschnabelkitta, Weißhaubenhäherling, Sonnenvogel, Palawanpfaufasan und Schmalschnabelstar
- Steppenanlagen mit Trampeltieren und Ungarischen Steppenrindern
- Wisente
- Bunte Bentheimer Schweine und Wildschweine
- Luchse
- Gehege für Braunbären und Wölfe
- Australienanlage mit Bennett-Kängurus und Emus
- Amerikahaus mit Waldhunden, Lisztaffen, Stirnlappenbasilisken und Acouchis
- Patagonienanlage mit südamerikanischen Enten, Chilenischen Flamingos und Maras
- Pinguinküste mit Magellan- und Humboldt-Pinguinen

Der Tiergarten ist Mitglied der Deutschen Tierparkgesellschaft, des Verbandes der Zoologischen Gärten, von Species 360 und Partner der Stiftung Artenschutz. Betreiber des Tiergartens ist seit 1993 die Bernburger Freizeit GmbH.